# توم ماين
توم ماين (بالإنجليزية: Thom Mayne)‏ من أشهر المعماريين من مواليد 1944 الولايات المتحدة وهو صاحب ومدير مكتب مورفوسس للتصميمات والاستشارات المعمارية بلوس أنجلوس, والذي يعتبر من أهم وأشهر المكاتب في أمريكا الشمالية والعالم. يعتبر ماين من معماريي تيار ما بعد الحداثة، وتتخذ تصميماته بعدا فلسفيا يتبلور في شكل التصميم والفراغ، كما أنه حريص علي استخدام التقنيات الحديثة في البناء.

## روابط خارجية
- توم ماين على موقع الموسوعة البريطانية (الإنجليزية)
- توم ماين على موقع مونزينجر (الألمانية)
- توم ماين على موقع إن إن دي بي (الإنجليزية)